# ASK Riga
ASK Rīga foi um clube profissional de basquete baseado na cidade de Riga, Letônia que hoje está desativado. "ASK" significa "Armijas Sporta Klubs" ((português): Clube Esportivo do Exército).

## História
ASK Riga, foi o primeiro campeão da Euroliga vencendo em 1958 e mantendo a hegemonia em 1959 e 1960. Apenas o Split (entre 1989–91) foi capaz de igualar o feito do ASK Riga vencendo três vezes consecutivas a Euroliga. ASK derrotou o Academic Sofia nas duas finais em 1958 e 1959 e o Dínamo de Tiblíssi na temporada seguinte. O treinador tricampeão Alexander Gomelsky logo assinou com o CSKA Moscou, que passou a ser a grande força na União Soviética, porém o time de Riga prosseguiu competitivo na Liga Soviética até o início dos anos 90.
Anos obscuros se seguiram, sempre com representantes da cidade de Riga como o BK Skonto Riga, Barons e o VEF Riga. O clube foi refundado como BK Riga em 2004 e voltou a ter o nome ASK Riga em 23 de Março de 2006, patrocinado pelo governo de Riga, o Exército letão e outros fortes patrocinadores, aliado ao desejo de firmar a nova marca Arena Riga, o novo ginásio da cidade com capacidade para 12.500 espectadores. Nesta temporada a equipe alcançou as quartas de finais da FIBA Eurocup e da Liga Báltica de Basquetebol e o melhor ainda estava por acontecer. Com a chegada de Torraye Braggs o elenco que contava com Sandis Valters, Raitis Grafs, Curtis Millage, A.J. Bramlett e Sandis Buškevics ficou fortíssimo. O ASK venceu a melhor-de-sete da Liga Letônia de Basquetebol por 4–2 na série e começou uma nova era, encerrando o reinado do BK Ventspils que já durava sete anos. Nas temporadas seguintes sofreu com seguidas lesões em seus atletas e por fim a temporada 2008/2009 o clube foi dissolvido.

## Títulos
- Liga da Letônia: 1 (2007)
- Liga Soviética: 3 (1955,[12] 1957,[13] 1958[14])
- Euroliga: 3 (1958, 1959, 1960)[15]

## Jogadores notáveis
| - Jānis Krūmiņš - Maigonis Valdmanis - Valdis Muižnieks - Alvils Gulbis - Sandis Buškevics (28) - Dairis Bertāns (45) - Gatis Jahovičs (9) - Kaspars Kambala (34) - Roberts Štelmahers (7) - Sandis Valters (10) - Arnis Vecvagars (15) - Uģis Viļums (7) - Uvis Helmanis (4) - Raitis Grafs (5) - Ernests Kalve (11) - Aigars Vītols (55) | - Torraye Braggs (32) - A. J. Bramlett (42) - Corey L. Brewer (31) - Dwayne Broyles (8) - Ricardo Marsh (21) - Curtis Millage (14) - Aerick Sanders (34) - Sean Colson (8) | - Bruno Šundov (14) - Martynas Andriukaitis (13) - Steponas Babrauskas (11) - Vytautas Danelius - Romanas Brazdauskis - Milutin Aleksić (7) - Marko Antonijevic - Darius Lukminas - Smiljan Pavič - Marius Runkauskas (10) - Andrius Mazutis (12) - Aivar Kuusmaa |

## Treinadores notáveis
- Alexander Gomelsky
- Ramunas Butautas
- Karlis Lasmanis